# نیویورک، نیویورک (ترانه)
نیویورک، نیویورک (انگلیسی: New York, New York) ترانه اصلی فیلم نیویورک نیویورک از مارتین اسکورسیزی است. این آهنگ ابتدا در سال ۱۹۷۷ توسط لایزا مینلی خوانده شد و بازخوانی آن توسط فرانک سیناترا در سال ۱۹۸۰ ارائه شد. این ترانه در فهرست «۱۰۰ سال… ۱۰۰ ترانه به انتخاب بفا» در رتبه ۳۱ام قرار گرفته‌است. موسیقی این ترانه توسط جان کندر و متن آن توسط فرد اب سروده شده‌است.